# Christian Dünnes
Christian Dünnes (* 16. Juni 1984 in Siegen) ist ein ehemaliger deutscher Volleyballspieler und -jetziger Funktionär.

## Spielerkarriere
Dünnes begann seine Laufbahn beim heimischen TV Dresselndorf. Für seine weitere Ausbildung wechselte er auf das Volleyball-Internat in Frankfurt. Dort wurde er vom VC Olympia Berlin unter Vertrag genommen und bestritt seine ersten Spiele in der ersten Bundesliga.
Mit dem deutschen Nachwuchs erreichte er den fünften Platz bei der Jugend-Europameisterschaft 2001 und den achten Rang bei der Junioren-Weltmeisterschaft 2003.
2004 folgte eine kurze Etappe bei evivo Düren, bevor eine schwere Knieverletzung eine längere Pause erzwang. Auf Empfehlung des deutschen Bundestrainers Stelian Moculescu, der Dünnes aus über 60 Jugend- bzw. Juniorenländerspielen kannte, wechselte der Universalspieler 2005 zum italienischen Erstligisten Copra Piacenza, mit dem er 2006 den Sieg im europäischen Top Teams Cup erreichte. 2006 debütierte Dünnes in der A-Nationalmannschaft.
Nach vier Jahren in der italienischen Liga kehrte Dünnes 2009 zurück zum Volleyball-Bundesligisten evivo Düren. Von der Jury des Volleyball-Magazins wurde er zum „wertvollsten Spieler“ und zum besten Angriffsspieler der Bundesliga-Saison 2009/10 gewählt. 2011 wechselte er zu Generali Haching und wurde in der Saison 2011/12 deutscher Vizemeister. Zusätzlich wurde Dünnes als MVP (wertvollster Spieler) der Saison geehrt. Bei den Olympischen Spielen 2012 in London erreichte Dünnes mit der Nationalmannschaft den fünften Platz. In der Saison 2012/13 wurde er mit Haching DVV-Pokalsieger. Anschließend wechselte Dünnes zum Ligakonkurrenten VfB Friedrichshafen, wo er 2014 erneut den Pokal gewann. Danach wurde er vom deutschen Meister Berlin Recycling Volleys verpflichtet. Sowohl im Playoff-Finale der Bundesliga, das erst nach fünf Spielen entschieden war, als auch im Viertelfinale des DVV-Pokals mussten sich die Berliner dem VfB Friedrichshafen geschlagen geben. 2015 wechselte Dünnes zum Aufsteiger United Volleys Rhein-Main. Für das Qualifikationsturnier zu den Olympischen Spielen 2016 kehrte er vorübergehend in die Nationalmannschaft zurück. Mit den Frankfurtern erreichte er zweimal den dritten Platz in der Liga und das Pokalhalbfinale. 2017 beendete Dünnes seine Profi-Karriere.

## Funktionärskarriere
Nachdem Ende seiner Profikarriere übernahm Christian Dünnes am 15. Mai 2017 die Position des Sportdirektors beim Deutschen Volleyball-Verband. In Folge eines Machtkampfes innerhalb des DVV trat er von seinem Amt zurück. Nachdem das bisherige Präsidium um René Hecht zurückgetreten und ein neues Präsidium um Markus Dieckmann gewählt worden war, kehrte er in den DVV zurück und übernahm die neugeschaffene Position des Chef-Bundestrainers, welche mit seiner vorherigen Position vergleichbar ist. Nach den Olympischen Sommerspielen 2024 wurde sein Vertrag bis zu den Olympischen Sommerspielen 2028 verlängert.